# ユニオン号
ユニオン号（ユニオンごう）は、幕末に長州藩がイギリスから購入した日本の軍艦。

## 概要
全長45メートル、排水量300トンの木製蒸気船で、イギリスのロッテルヒーテ（ロザーハイズ、Rotherhithe）造船所で1854年に建造され、イギリスのP&O汽船 (P&O Cruises) の所有で中国（清）の上海に係留されていた。長州藩が資金50,000両を出し、グラバー商会から薩摩藩の名義で1865年（慶応元年）に購入、それを脱藩浪士の組織・亀山社中（当時は単に「社中」と呼ばれていた）が操船するという「桜島丸協定」（桜島条約とも）が結ばれた。しかし条約の履行をめぐって「社中」側と長州藩の間で紛争が発生（ユニオン号事件）、最終的に当初よりも長州藩に有利な条件に改められた。
薩摩藩は「桜島丸」と名付けたが、長州藩では「乙丑丸」（いっちゅうまる）と呼んだ。
※以下本記事の日付は旧暦（天保暦）による。

## ユニオン号事件
このユニオン号購入の話は、「社中」の一員で土佐藩脱藩浪士の近藤長次郎が、長州藩の井上馨との間で協定（条約）案を作成したことで具体化した。これに先立ち、慶応元年（1865年）7月に長崎を訪問した井上と伊藤博文が薩摩藩の小松帯刀と会見し、軍艦を含む薩摩藩名義での武器調達の同意を引き出していた。この協定は、船の旗は島津家のものを借用、乗組員は「社中」の士官と水夫・火夫のほか、長州藩の士官2名が乗務し、長州藩が使用しないときには薩摩藩が使用可能で、経費はすべて長州藩の負担とする、薩摩藩に有利な内容だった。この取り決めに基づき、慶応元年（1865年）10月16日に長崎の薩摩藩聞役、汾湯（かわみなみ）次郎右衛門から長崎奉行に購入が申請され、18日に近藤は船を受領した。このとき長崎在番の薩摩藩からは経費の立替が認められず、グラバーからの借金1000両であがなったと近藤は井上宛の手紙に記している。
近藤はユニオン号を11月上旬に下関に回航して長州藩に披露し、11月22日に長州藩側は「乙丑丸」と命名して、近藤と長州藩関係者で運用を協議することになる。ところが、この引き渡しをめぐって、条約の履行（長州藩側の経費負担）が必要とする近藤と、長州藩側が対立する。ユニオン号の引き渡しを拒む近藤と長州藩の紛糾は膠着し、12月3日に別の用件で下関に来た坂本龍馬も巻き込まれることになる（龍馬は代金の支払延期と、ユニオン号を上方に回航した上で、木戸孝允が京都の小松帯刀と協議するという仲裁案を出したが近藤は拒否）。
12月25日に長州藩海軍局が、長州藩に有利な新条約案（船は長州藩籍とし、乗務する「社中」関係者は長州藩の指示に従う、経費は薩摩藩が負担）を作成し、長州藩参政首座の山田宇右衛門が交渉に当たって、ユニオン号を長崎に回航することを条件に「社中」側の同意を得て解決した。

## 運用
1865年、最初に上海から来た時には、7300挺の銃を輸送した。
慶応2年（1866年）4月28日、薩摩藩からの要請に応えて長州からの兵糧500俵を積んで長崎を出航し、5月1日 に鹿児島に入港したが、幕府による第二次長州征伐が迫っており、薩摩は国難にある長州から兵糧は受け取れないと固辞する。この鹿児島への航海の際に、薩摩藩が購入したプロイセン製の帆船ワイルウェフ号を曳航したが、荒天に見舞われてワイルウェフ号は沈没し、乗っていた池内蔵太らが犠牲になった。
ユニオン号を長州藩に譲渡するため下関に回航することになり、坂本龍馬が船長となって6月4日に鹿児島を出港した。長崎に寄港したのち6月14日に下関に到着したユニオン号は、長州藩の高杉晋作の要請で、6月17日の小倉藩への渡海作戦に、坂本龍馬が指揮官、菅野覚兵衛が艦長、石田英吉が砲手長となって実戦に加わった。この日、「乙丑丸」は「庚申丸」とともに門司を襲撃した。
龍馬はこの戦いについて戦況図付きの長文の手紙を兄・権平に書き送っている。
その後、社中から戦時の長州藩へ引き渡された。

## 艦長
- 菅野覚兵衛：1866年6月。第二次長州征伐の下関海戦時。